# Miramichi Airport
Miramichi Airport (engelska: CFB Chatham) är en flygplats i Kanada. Den ligger i den östra delen av landet, 800 km öster om huvudstaden Ottawa. Miramichi Airport ligger 32 meter över havet. Den ligger vid sjön Sands Lake.
Terrängen runt Miramichi Airport är platt. Närmaste större samhälle är Miramichi, 4,6 km nordväst om Miramichi Airport.
I omgivningarna runt Miramichi Airport växer i huvudsak blandskog. Runt Miramichi Airport är det mycket glesbefolkat, med 3 invånare per kvadratkilometer.